# L'Évolution pédagogique en France
L'Évolution pédagogique en France est un ouvrage d'Émile Durkheim publié en 1938, basé sur un cours donné en 1905. C'est devenu un classique en sociologie de l'éducation.

## Historique
L’Évolution pédagogique en France est basé sur le cours donné par Durkheim aux préparationnaires de l'agrégation de philosophie durant l'année scolaire 1904-1905. Les cours sont rassemblés et publiés pour la première fois en 1938, à titre posthume, avec une introduction de Maurice Halbwachs.

## Contenu

### Analyse
L'ouvrage se propose de retracer l'histoire de l'enseignement secondaire en France depuis les débuts au IVe siècle jusqu'à aujourd'hui à travers un prisme sociologique. Durkheim analyse les confrontations qui ont façonné le système éducatif. Il met en lumière le rôle des enjeux de pouvoir sur les modifications des programmes scolaires.

### De l'école chrétienne à la Révolution française
Durkheim souligne que l'école est un produit du projet chrétien de transformation des individus. Il distingue plusieurs phases du système éducatif : l'âge scolastique, l'âge humaniste, et une troisième phase qui s'ouvre à la veille de la Révolution française et qui n'est pas encore achevée, et qui se caractérise par l'entrée de la conscience historique et scientifique dans la culture pédagogique. 
Durkheim montre la construction de certaines figures scolaires, comme l'opposition entre le « brillant » et le « laborieux ». Il essaie de comprendre pourquoi l'institution scolaire française valorise ce qu'elle valorise. Il explique les causes de la tendance française à valoriser la culture humaniste et les lettres. Il lie le goût pour la rhétorique à l'influence précoce de la déclamation jésuite.

### L'éducation sous la IIIème République
Le sociologue écrit que l'avènement de la Troisième République et de la laïcité ont eu des conséquences les plus fortes sur la discipline appelée éducation morale (« C'est dans cette partie de notre système pédagogique traditionnel que la crise [de l'éducation] a atteint son maximum d'acuité »), car la laïcité exigeait que ce cours « s'interdise tout emprunt aux principes sur lesquels reposent les religions révélées, qui s'appuie exclusivement sur des idées [...] en un mot une éducation purement rationaliste ».

### Pédagogie
Enfin, Durkheim remarque que si les instituteurs ont une formation en pédagogie, les enseignants du supérieur, eux, n'en ont pas. L'auteur critique cette situation, considérant que « non seulement on ne voit pas pourquoi l'enseignement secondaire jouirait d'une sorte de privilège qui lui permette de se passer de toute culture pédagogique, mais j'estime qu'elle n'est nulle part aussi indispensable ».

## Réception
L'historienne des sciences Nicole Hulin écrit que l'ouvrage de Durkheim témoigne de son positivisme, et voit une filiation entre lui et Auguste Comte.